# Bazus
Bazus is een gemeente in het Franse departement Haute-Garonne (regio Occitanie) en telt 577 inwoners (2005). De plaats maakt deel uit van het arrondissement Toulouse.

## Geografie
De oppervlakte van Bazus bedraagt 9,1 km², de bevolkingsdichtheid is 63,4 inwoners per km².
De onderstaande kaart toont de ligging van Bazus met de belangrijkste infrastructuur en aangrenzende gemeenten.

## Demografie
Onderstaande figuur toont het verloop van het inwonertal (bron: INSEE-tellingen).